# N-Gage
Pour les articles homonymes, voir Gage.

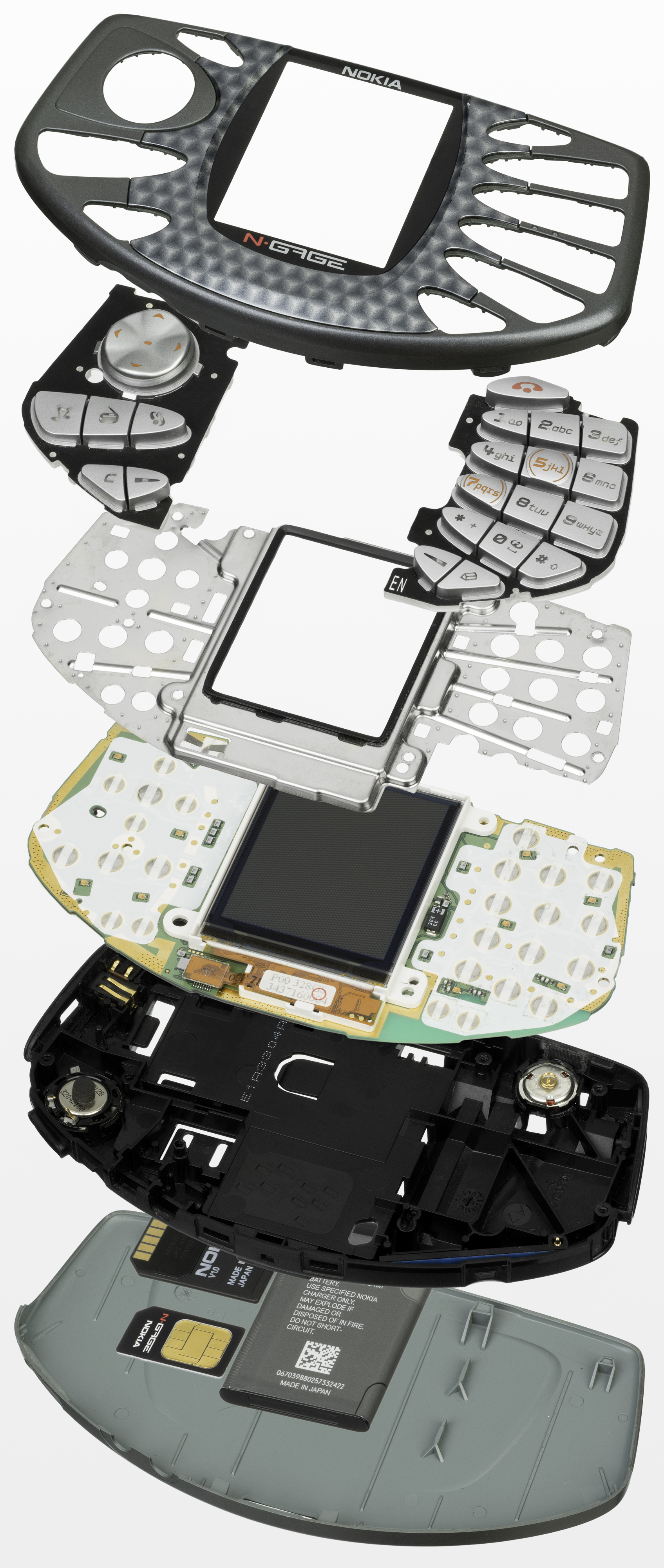
Vue des différentes couches d'une N-Gage démontée.

La N-Gage est une console de jeux vidéo portable et un téléphone portable produit par la société Nokia, annoncée le 4 novembre 2002 et lancée le 7 octobre 2003 dont la fonctionnalité principale est le jeu vidéo. Elle intègre, entre autres, un lecteur MP3, une radio et peut, grâce à divers logiciels gratuits et/ou payants disponibles sur Internet, être utilisée comme navigateur web, GPS, etc. N-Gage (parfois appelé N-Gage 2.0 ou N-Gage Next-Gen) est également le nom de la plate-forme de distribution des jeux mobiles de Nokia, disponible sur les téléphones portables haut de gamme de la marque.
La console N-Gage s'est vendue à 3 millions d'exemplaires entre son lancement le 7 octobre 2003 et le 26 novembre 2005 ,.
Cette machine n'a pas eu le succès escompté. Elle fut l'un des premiers mobiles multifonctions, mais n'a pas eu assez de jeux pour intéresser suffisamment les consommateurs.

## Fiche technique
- Écran : couleur rétroéclairé / TFT
  - Couleurs : 4 096
  - Taille en mm : 35 × 41,5
  - Résolution : 176 × 208 pixels
- CPU : 104 MHz
- Son : Haut-parleurs / 1 prise casque (l'autre sert, avec le kit d'origine, à changer les stations, musiques, décrocher, raccrocher ou encore activer la reconnaissance vocale du répertoire)
- Batterie :  BL-5C Li-Ion Battery
  - Autonomie : 3,5 heures de jeu / 200 heures en veille
- Support des jeux : Carte MMC
- Dimensions : 133,7 × 69,7 × 20,2 mm
  - Poids : 137 g

## Variantes
La N-Gage a été remplacée quelque temps après sa sortie par la N-Gage QD (Quality Design), qui ne comprenait plus de récepteur radio, de lecteur MP3 (logiciel tiers gratuit requis) ni de connecteur USB (les utilisateurs doivent ainsi utiliser la fonction bluetooth 1.1 incluse avec la console pour le transfert de données et la synchronisation) dans le but de rendre la console plus petite et moins chère à fabriquer.
Les performances ont été légèrement améliorées par rapport à l'ancienne version. L'écran affiche une meilleure luminosité ainsi qu'un contraste amélioré. La batterie a été remplacée par un modèle plus performant permettant une meilleure autonomie en mode jeu et en conversation. Le fameux SIDE TALKIN' (écouteurs et micro sur la tranche supérieure du téléphone) qui avait suscité des critiques a été remplacé par une disposition plus traditionnelle. Finalement Nokia a compris que les joueurs ne voulaient pas toujours éteindre leurs portables pour jouer à un autre jeu. Ils y ont donc ajouté une fente de chargement à chaud pour les jeux MMC.
Différences avec N-Gage :
- Batterie : BL-6C Li-Ion Battery
- Autonomie : 5 heures de jeu / 200 heures en veille
- Dimensions : 118 × 68 × 22 mm
- Poids : 143 g

Malgré l'arrivée de ce modèle, la N-Gage fut un échec commercial pour Nokia. Selon les sources, 2 à 3 millions de consoles se seraient vendues à travers le monde. Fin 2006, le géant de la téléphonie jette l'éponge et décide de concentrer ses efforts sur sa nouvelle plate-forme de jeu N-Gage qui devrait être intégrée à sa gamme de téléphones série N à la fin de l'année 2007.

## Liste de jeux
La N-Gage possède une ludothèque de plus de 60 jeux.
- Age of Empires III
- Ashen
- Asphalt: Urban GT
- Asphalt: Urban GT 2
- Asphalt 3: Street Rules
- Asphalt 4: Elite Racing
- Atari Masterpieces Vol.1
- Atari Masterpieces Vol.2
- Bomberman
- Bounce Boing Voyage
- Brothers in Arms
- Bubble Bobble
- Call of Duty
- Catan
- Civilization
- Colin McRae Rally 2005
- Crash Nitro Kart
- Darxide EMP
- The Elder Scrolls Travels: Shadowkey
- FIFA Football 2004
- FIFA Football 2005
- Flo Boarding
- Glimmerati
- High Seize
- The King of Fighters Extreme
- MLB Slam
- Marcel Desailly Pro Soccer
- Mile High Pinball
- MLB Slam!
- MotoGP
- NCAA Football 2004
- One
- Operation Shadow
- Pandemonium
- Pathway to Glory
- Pathway to Glory: Ikusa Islands
- Payload
- Pocket Kingdom: Own the World
- Puyo Pop
- Puzzle Bobble VS
- Rayman 3: Hoodlum Havoc
- Red Faction
- Reset Generation
- Requiem of Hell
- Rifts: Promise of Power
- The Roots: Gates of Chaos
- Sega Rally Championship
- Les Sims : Permis de sortir
- Snakes
- Sonic N
- Spider-Man 2
- SSX: Out of Bounds
- Super Monkey Ball
- System Rush
- Tiger Woods PGA Tour 2004
- Tom Clancy's Ghost Recon
- Tom Clancy's Ghost Recon: Jungle Storm
- Tom Clancy's Splinter Cell
- Tom Clancy's Splinter Cell: Chaos Theory
- Tomb Raider
- Tony Hawk's Pro Skater
- Virtua Tennis
- Warhammer 40,000: Glory in Death
- Worms World Party
- WWE Aftershock
- X-Men Legends
- X-Men Legends II : L'Avènement d'Apocalypse
- Xanadu Next

## N-Gage (service)
Cette console a entraîné la création d'une plate-forme de téléchargement de jeux vidéo sur portable Nokia qui a été depuis fermée.